# Malcolm Bilson
Malcolm Bilson (* 24. října 1935, Los Angeles) je americký pianista a muzikolog specializující se na hudbu 18. a 19. století. Vystudoval Bard College a University of Illinois, kde po obdržení doktorátu od roku 1962 vyučoval. Od roku 1968 je profesorem hudby na Cornellově univerzitě v Ithace (stát NY).
Bilson je jedním z nejvýznamnějších fortepianistů a učitelů hry na fortepiano. Bilson vystupuje po celém světě a často nahrává.

## Nahrávky (výběr)
- Joseph Haydn. Souborné sonáty pro klavír. Malcolm Bilson. Nahráno na replice klavíru Walter od Philipa Belta. Titanic Records.
- Wolfgang Amadeus Mozart: Klavírní koncerty č. 20 & 21 (K. 466 & K.467). Malcolm Bilson, John Eliot Gardiner, The English Baroque Soloists. Nahráno na replice klavíru Walter od Philipa Belta. Archiv Production.
- Ludwig van Beethoven: Souborné klavírné sonáty na dobových nástrojích. Malcolm Bilson, Tom Beghin, David Breitman, Ursula Dütschler, Zvi Meniker, Bart van Oort, Andrew Willis. Originální historické klavíry: Salvatore Lagrassa 1815, Gottlieb Hafner 1835, Johann Fritz 1825. Repliky: Walter od Paula McNultyho, Walter od Chrisa Maenyho, Johann Schantz od Thomase a Barbary Wolfových, Walter a Conrad Graf 1825 od Rodneyho Regiera. Claves.
- Ludwig van Beethoven: Sonáty pro fortepiano a violoncello. Malcolm Bilson, Anner Bylsma. Nahráno na klavíru Alois Graff z roku 1825. Elektra Nonesuch.
- Franz Schubert: Klavírní sonáty D.850 a D.568. Malcolm Bilson. Nahráno na originálním klavíru Conrad Graf z roku 1835. Hungaraton Classics.
- Franz Schubert: Díla pro čtyřruční klavír. Malcolm Bilson, Robert Levin. Deutsche Grammophon – Archiv Produktion